# Guerra agli umani
Guerra agli umani è un romanzo di Wu Ming 2, uno dei membri fondatori del collettivo di scrittori Wu Ming, pubblicato in Italia nel 2003.

## Trama
L'ambiente di un paesino di montagna non è così idilliaco anche se lo sembra. Nascosti, tramano alcuni strani personaggi molto pericolosi. Quando Marco Walden ripudia la società consumistica e si trasferisce in zona per cercare una grotta diverrà il catalizzatore su cui si concentreranno tutti gli altri personaggi. Marco vorrebbe fondare una nuova civiltà troglodita che rifiuta gli "inutensili" e tenta di vivere solo a contatto con la natura ma si troverà, inconsapevole, invischiato in un intreccio di trame sempre più serrate. 

## Personaggi
- Sidney Kourjiba: nigeriano clandestino tenuto sequestrato da una banda di delinquenti
- Jakup Mahmeti: Capo della banda, albanese
- Il Marcio: Cocainomane, facente parte della banda insieme a Pinta
- Michele Sardena: bracconiere e assassino
- Maresciallo Martelli: carabiniere fissato con il "survivalismo"
- Ermete Treré: Ecoterrorista, mutila i cacciatori
- Gaia Beltrame: barista rabdomante, acculturata e single